# Salvatore Ganacci
Salvatore Ganacci, nom de scène de Emir Kobilić, né le 29 juillet 1986 en Bosnie, est un DJ suédois, producteur de disques et cofondateur de l'émission de radio Thor sur Sveriges Radio. 
Ses amis l'ont surnommé Salvatore Ganacci, après que ses longs cheveux ont gêné ses adversaires au football.
Plusieurs médias lui ont attribué le titre de « pire DJ du monde » après sa performance remarquée au festival Tomorrowland en été 2018,,,.

## Biographie
Emir Kobilić est né en Bosnie-Herzégovine, mais a déménagé et réside par la suite à Stockholm, en Suède.

### Carrière
En 2010, Emir Kobilić commence ses études à Musikmakarna à Örnsköldsvik, en Suède.
En 2014, il publie sa première collaboration avec Jillionaire du groupe Major Lazer. Leur premier single Fresh, édité par Universal Music Group, devient un hit instantané pour les clubs.
Il signe en 2015 un contrat d'enregistrement avec le label Refune Music de Sebastian Ingrosso,. 
En 2017, il se produit au festival de musique électronique Tomorrowland puis en 2018, au Ultra Music Festival et sur la scène principale du festival de musique électronique Tomorrowland avec une prestation remarquée et différemment commentée, due à la nature du spectacle,.
En avril 2019, Salvatore Ganacci sort son tout premier clip en solo Horse, permettant au public de découvrir un clip complètement déjanté dénonçant notamment la maltraitance animale. Durant l'été, il est de nouveau à Tomorrowland en Belgique mais également sur l'édition déportée du festival à Barcelone.
En novembre 2022, il sort son premier album, Culturally Appropriate. Pour cet album, il s'inspire de diverses cultures musicales[source secondaire souhaitée].
Salvatore Ganacci est un personnage jouable dans le jeu de combat Fatal Fury: City of the Wolves, sorti en avril 2025.

## Discographie

### Album
- 2022 : Culturally Appropriate

### Singles
- 2014 : Jillionaire et Salvatore Ganacci featuring Sanjin - Fresh (Universal Music Group / Republic Records)
- 2015 : Axwell Λ Ingrosso, Salvatore Ganacci featuring Pusha T et Silvana Imam - Can’t Hold Us Down (Sebastian Ingrosso / Def Jam Recordings)
- 2015 : Salvatore Ganacci featuring Trinidad James - Money In My Mattress (Sebastian Ingrosso)
- 2015 : Salvatore Ganacci et Mad Decent - Money (Dim Mak Records)
- 2016 : Sebastian Ingrosso, Liohn et Salvatore Ganacci - Flags! (Refune Music)
- 2016 : Sanjin, Major Lazer et Salvatore Ganacci - Nah Tell Dem (Zatara / Mad Decent)
- 2016 : Salvatore feat. Enya et Alex Aris - Dive (Warner Music Germany)
- 2017 : Talk (Refune Music)
- 2017 : Sebastian Ingrosso et Salvatore Ganacci ft. Bunji Garlin - Ride It (Refune Music)
- 2017 : Bro Safari, Dillon Francis et Salvatore Ganacci - XL (Bro Safari Music)
- 2017 : Salvatore Ganacci featuring Sam Grey - Way Back Home (Refune Music)
- 2017 : Imagine (Stmpd Rcrds)
- 2018 : Salvatore Ganacci, Sanjin - Motorspeed 300km/h (Zatara Recordings)
- 2018 : Salvatore Ganacci featuring Nailah Blackman - Kill A Soundboy[17] (Zatara Recordings)
- 2018 : Tujamo et Salvatore Ganacci featuring Richie Loop - Jook It[18] (Spinnin' Records)
- 2019 : Horse (OWSLA)
- 2021 : Step-Grandma
- 2022 : Take me to america